# Gare d'Ōshio
La gare d'Ōshio (大塩駅, Ōshio-eki) est une gare ferroviaire localisée dans la ville d'Himeji, dans la préfecture de Hyōgo au Japon. La gare est exploitée par la compagnie Sanyo Electric Railway, sur la ligne principale Sanyo Electric Railway. Le numéro de la gare est SY 35.

## Situation ferroviaire
Établie à 3 mètres d'altitude, la gare d'Ōshio est située au point kilométrique (PK) 42.8 de la ligne principale Sanyo Electric Railway.

## Histoire
C'est le 19 août 1923 que la gare est inaugurée.
En 2013, la fréquentation journalière de la gare était de 2 683 personnes.
| 2010  | 2011  | 2012  | 2013  |
| 2 691 | 2 665 | 2 652 | 2 683 |

## Service des voyageurs

### Accueil
La gare dispose de billetterie automatique de réservation.

### Desserte
La gare d'Ōshio est une gare disposant de deux quais et de quatre voies.
| N° de voie | Ligne | Direction       |
| ---------- | ----- | --------------- |
| 1・2       | Sanyō | Himeji - Aboshi |
| 3・4       | Sanyō | Akashi - Ōsaka  |

Installations et desserte
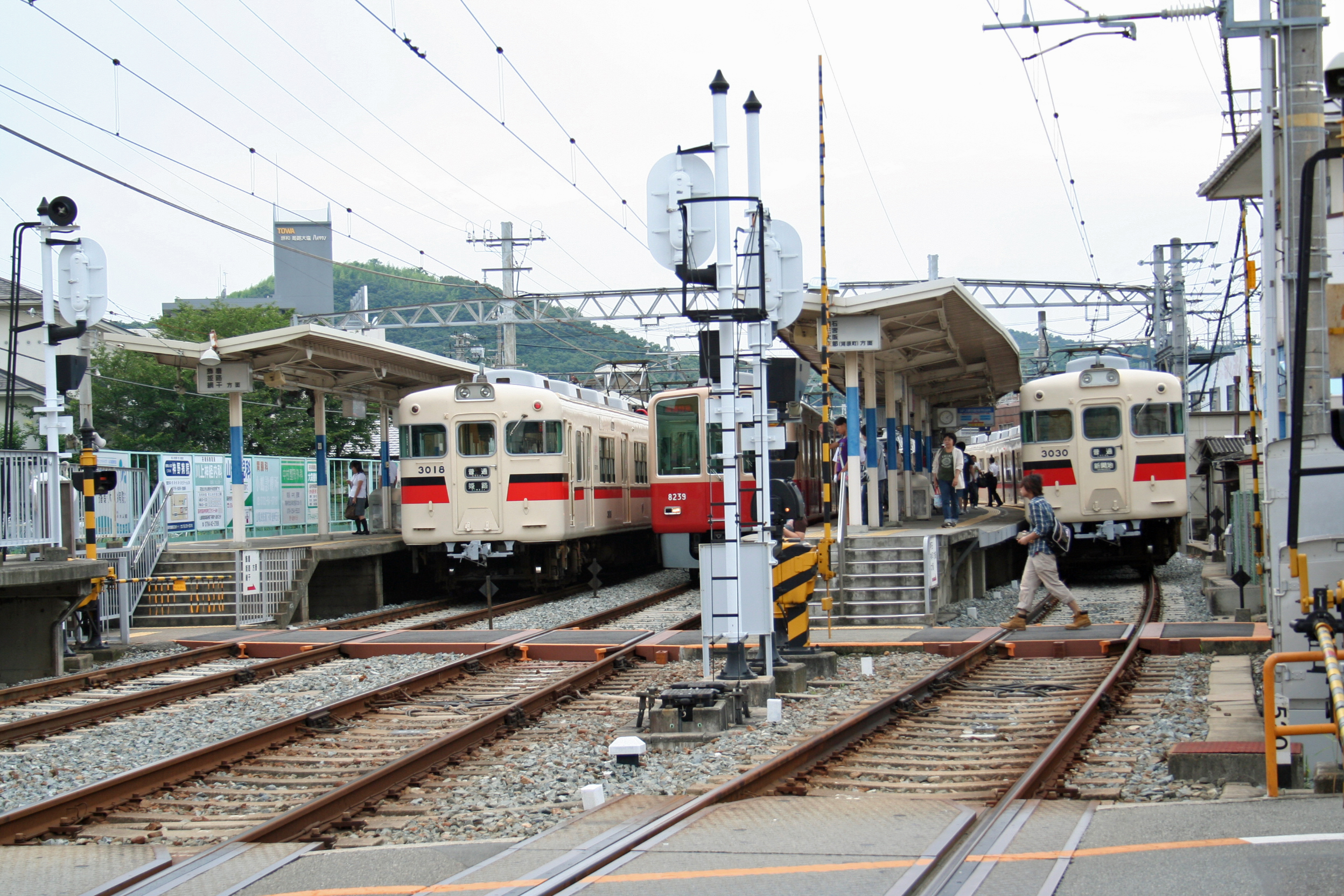
Voies et quais.
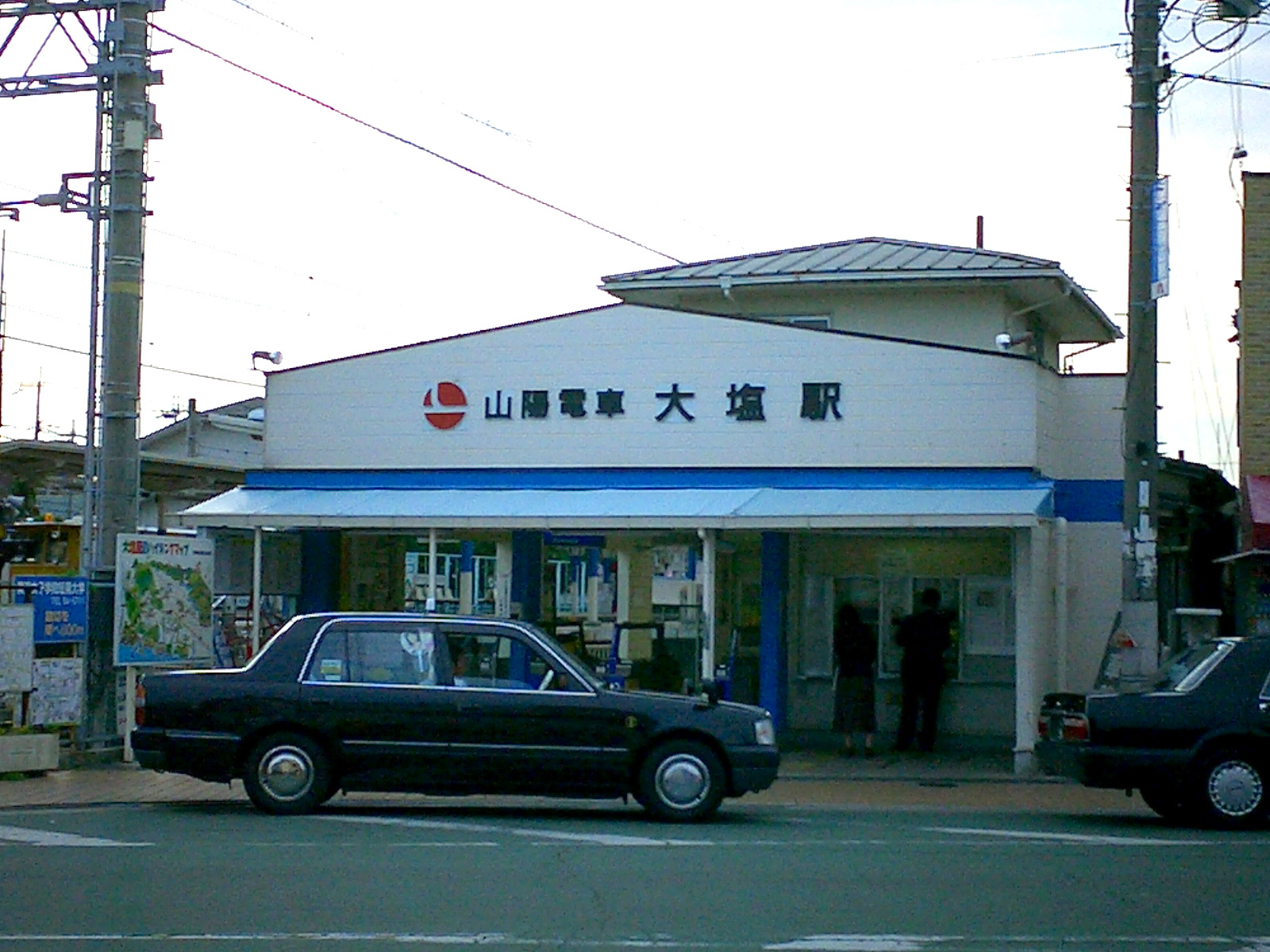
Entrée de la gare

### Intermodalité

#### Bus
Des bus de la compagnie Jōton desservent la gare.

### Site d’intérêt
- Le sanctuaire shinto Tenman-jinja, connu sous le nom de Ōshio Tenmangū
- Le parc Higasayama
- Les temples Yōgen-ji, Myōkei-ji, Enryū-ji, Saikō-ji, Saihō-ji, Kiyokatsu-tera et Myōsen-ji